# Folkets artist

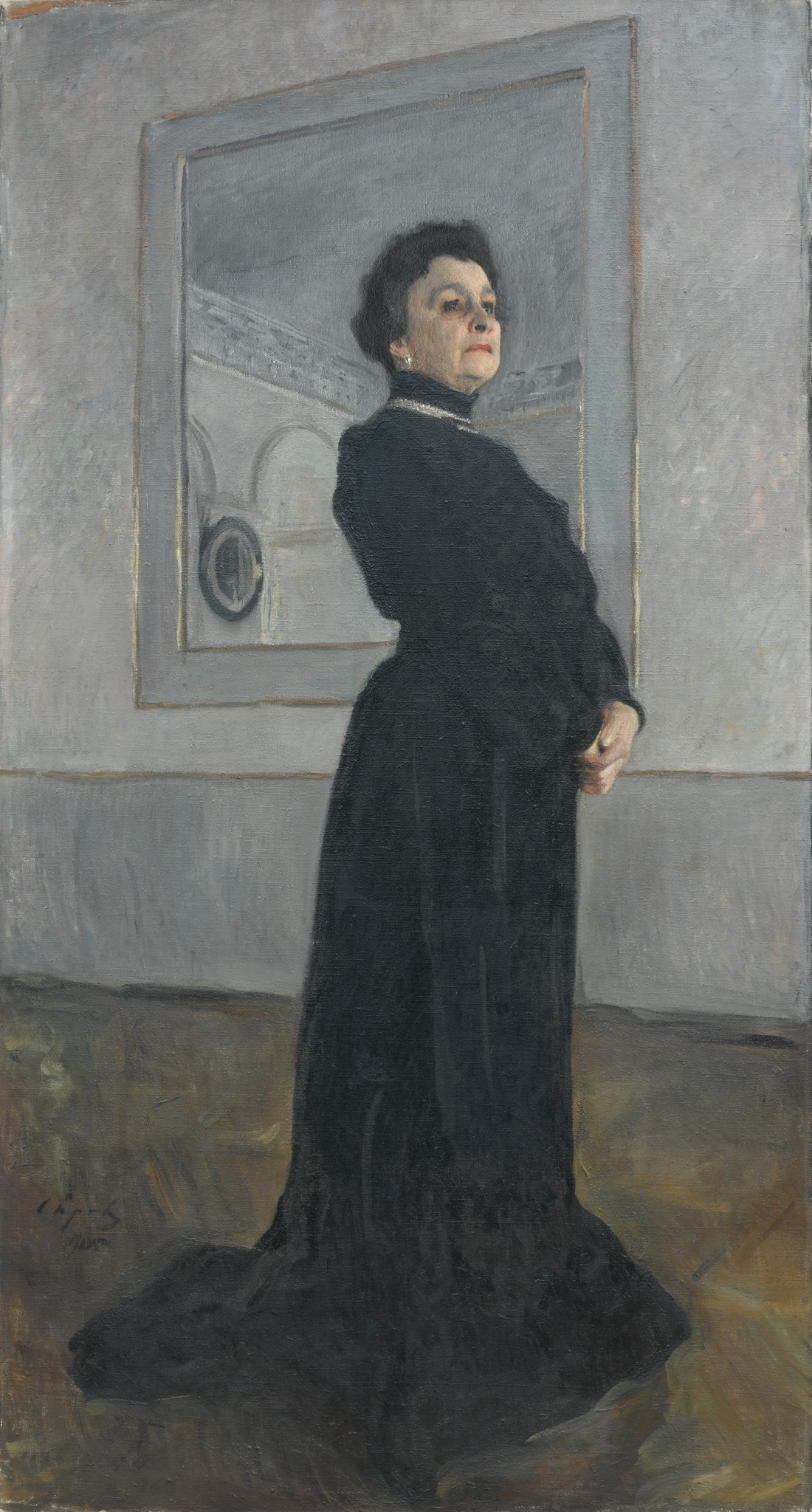
Skådespelerskan Maria Jermolova (1853–1928) fick 1920 den första utmärkelsen som Folkets artist i Republiken.

Folkets artist eller nationalartist (ryska: народный артист) är en hedersutmärkelse som sedan 1920 har förlänats av regeringen åt högt stående konstutövare i Sovjetunionen, dess delstater och senare i Ryssland och de forna öststaterna. Det rör sig om olika priser och samma artist kan ha mottagit denna utmärkelse från olika håll. Exempelvis har sångerskan Sofia Rotaru blivit Folkets artist i Ukrainska SSR 1976, Folkets artist i Moldaviska SSR 1983 och Folkets artist i Sovjetunionen 1988. Den sovjetiske sångaren Eduard Khil blev utnämnd till Folkets artist år 1974.
Från begynnelsen 1920 bar utmärkelsen namnet Folkets artist i Republiken. Detta ändrades 1936 till Folkets artist i Sovjetunionen. Ursprungligen delades den enbart ut till teaterskådespelare, balettdansare och operasångare. Med tiden blev även filmskådespelare, kompositörer, populärmusiksångare, komiker och clowner Folkets artist. Oleg Jankovskij och Alla Pugatjova var 1991 de sista att få utmärkelsen under detta namn, strax innan Sovjetunionen bröts upp.
En lägre grad är utmärkelsen Hedersartist (заслуженный артист), som i Ryssland sedan 1992 har utdelats åt dussintals artister varje år. Inom de bildande konsterna förekommer en snarlik titel, Folkets konstnär (ryska: народный художник). Även Folkets arkitekt, Folkets författare, Folkets poet, Folkets utbildare och Folkets läkare har korats.
Nationalartister utnämns även i Filippinerna, Thailand (ศิลปินแห่งชาติ) och Turkiet (Devlet Sanatçısı). Sverige har en liknande hedersbevisning i titeln hovsångare.

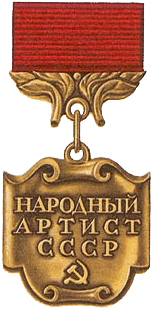
Medalj för Folkets artist i Sovjetunionen
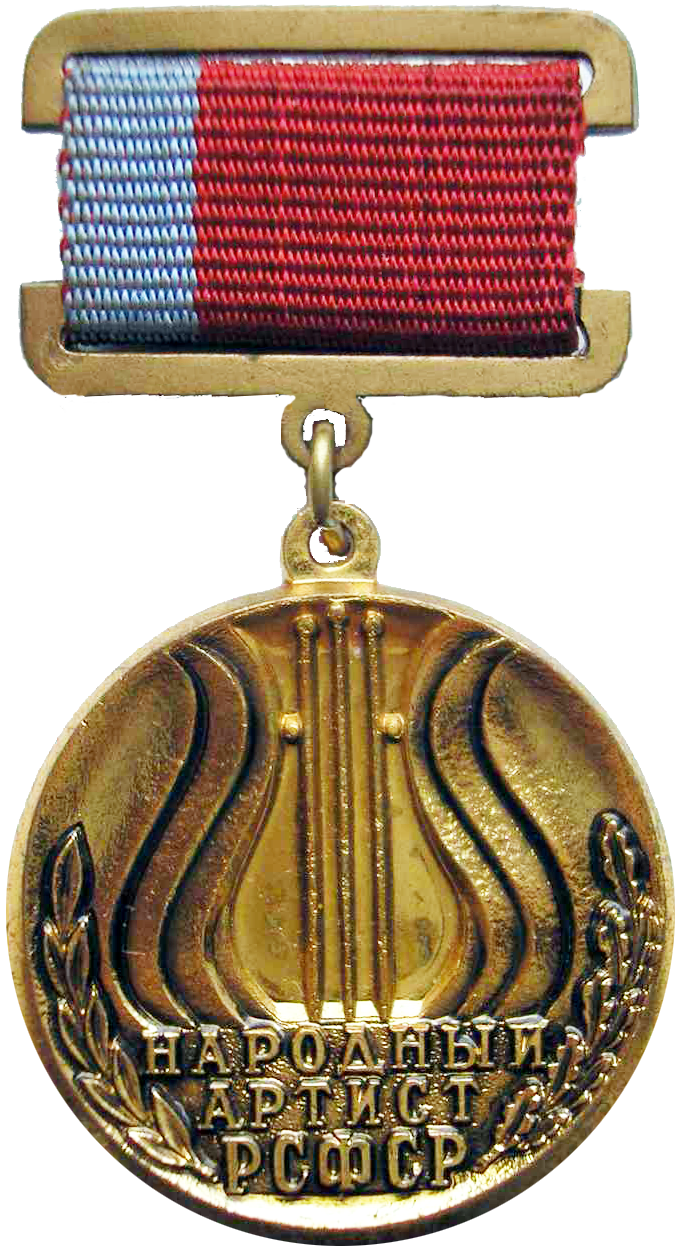
Medalj för Folkets artist i Ryska sovjetrepubliken
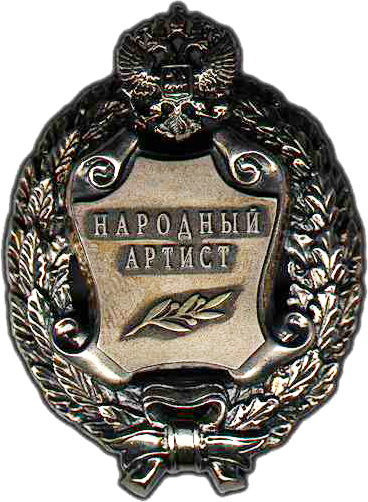
Medalj för Folkets artist i Ryssland (1992–)
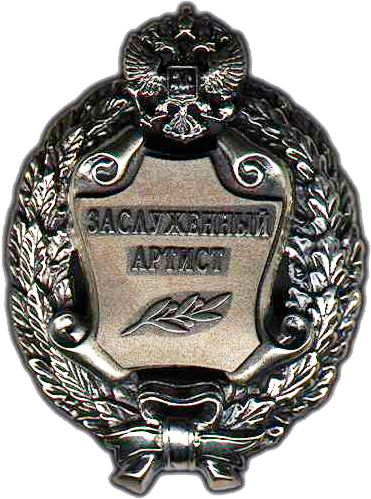
Medalj för hedersartist i Ryssland (1992–)